# Індоарійські народи
Індоарі́йці (також індоа́рії) — спільність народів, що розмовляють індоарійськими мовами, і є нащадками стародавніх аріїв. Проживають переважно в Індії, Пакистані та Шрі-Ланці, Бангладеш, Непалі та на Мальдівських островах, також розповсюджені в Афганістані і Таджикистані, носії циганських діалектів поширились по країнах Близького Сходу, Середньої Азії та Європи.

## Індоарійські народи
- Асамці
- Бенгальці
- Бігарці
- Бгіли
- Ведди
- Гархвальці (гаркхвалі)
- Гіндустанці
- Гуджаратці
- Гуджари
- Догри
- Кашмірці
- Конкані
- Кумаонці (кумаоні)
- Мальдивці
- Марати
- Непальці
- Орісьці (орія)
- Пагари (гімачальці)
- Панджабці
- Парси
- Раджастанці
- Сингали
- Синдці
- Цигани (Роми)